# گئورگیوس درویسیس
گئورگیوس درویسیس (انگلیسی: Georgios Dervisis؛ زادهٔ ۳۰ اکتبر ۱۹۹۴) بازیکن واترپلو اهل یونان است.
وی در مسابقات کشوری و بین‌المللی در مجموع برندهٔ ۲ مدال نقره، ۴ مدال برنز شده‌است.